# Pardina
Pardina, Pardillo, är en tämligen vanlig vindruva som uppskattas mycket i Extremadura, speciellt i D.O.-distriktet Ribera del Guadiana men även i Guadiana Ribera Alta samt i Albacete och Cuenca. Druvan är fruktig med inslag av citron. Man vet inte hur länge denna druvan har funnits i regionen men det är inte otänkbart att det är en mycket gammal druva som kan ha sina anor från romartiden.
På Systembolagets beställningslista finns det idag bara ett vin som innehåller Pardina och det är Blasón del Turra Pardina.